# پارک هاگلی
پارک هاگلی، یک پارک عمومی بزرگ در شهر کرایست چرچ در نیوزیلند است که در سال ۱۸۵۵ افتتاح شد. وسعت این پارک بیش از ۱۶۰ هکتار است.

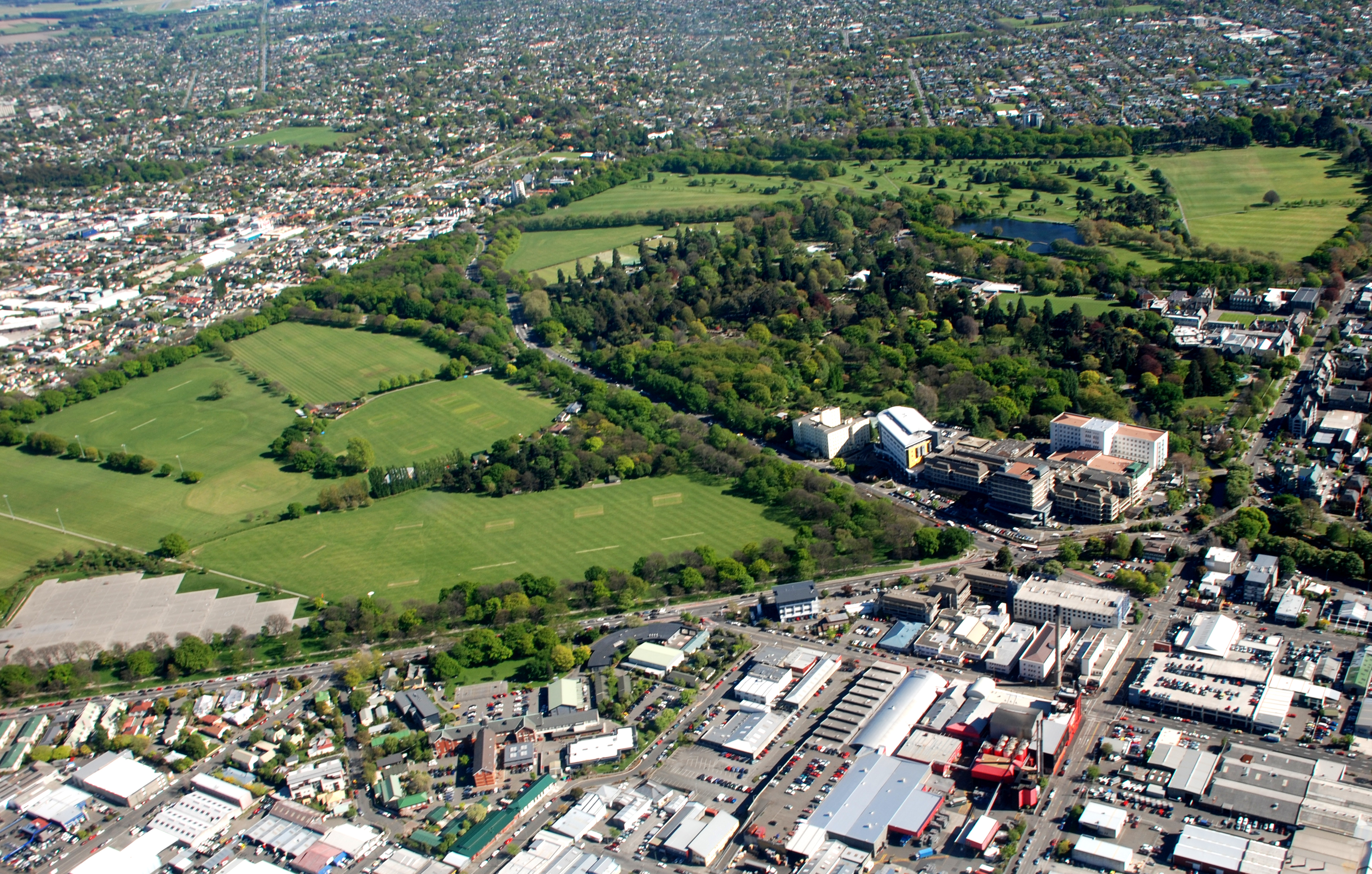
منظره ای از بالای پارک Gardens, and South Hagley Park.

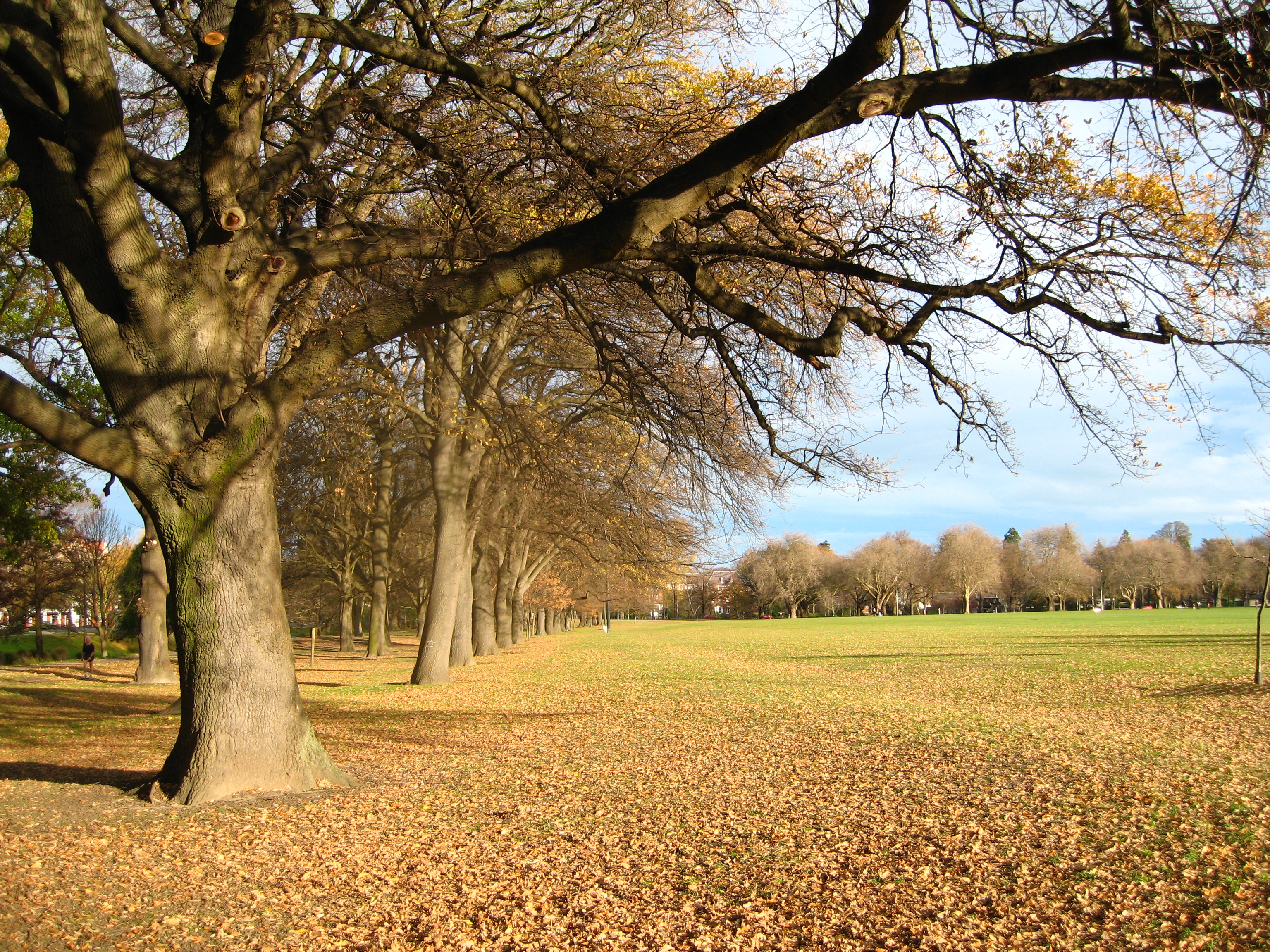
شمال پارک در پائیز

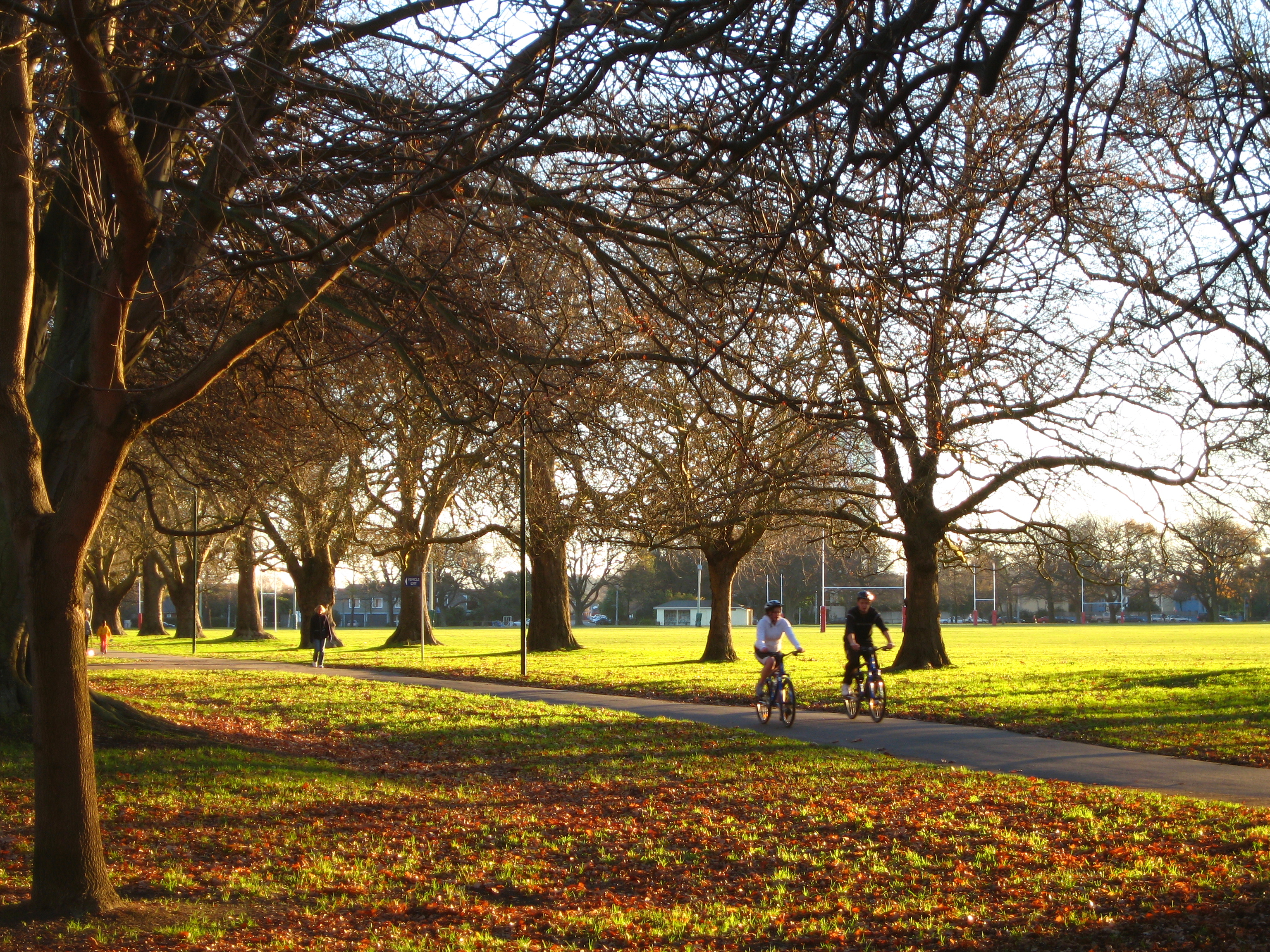
پارک در بعد از ظهر
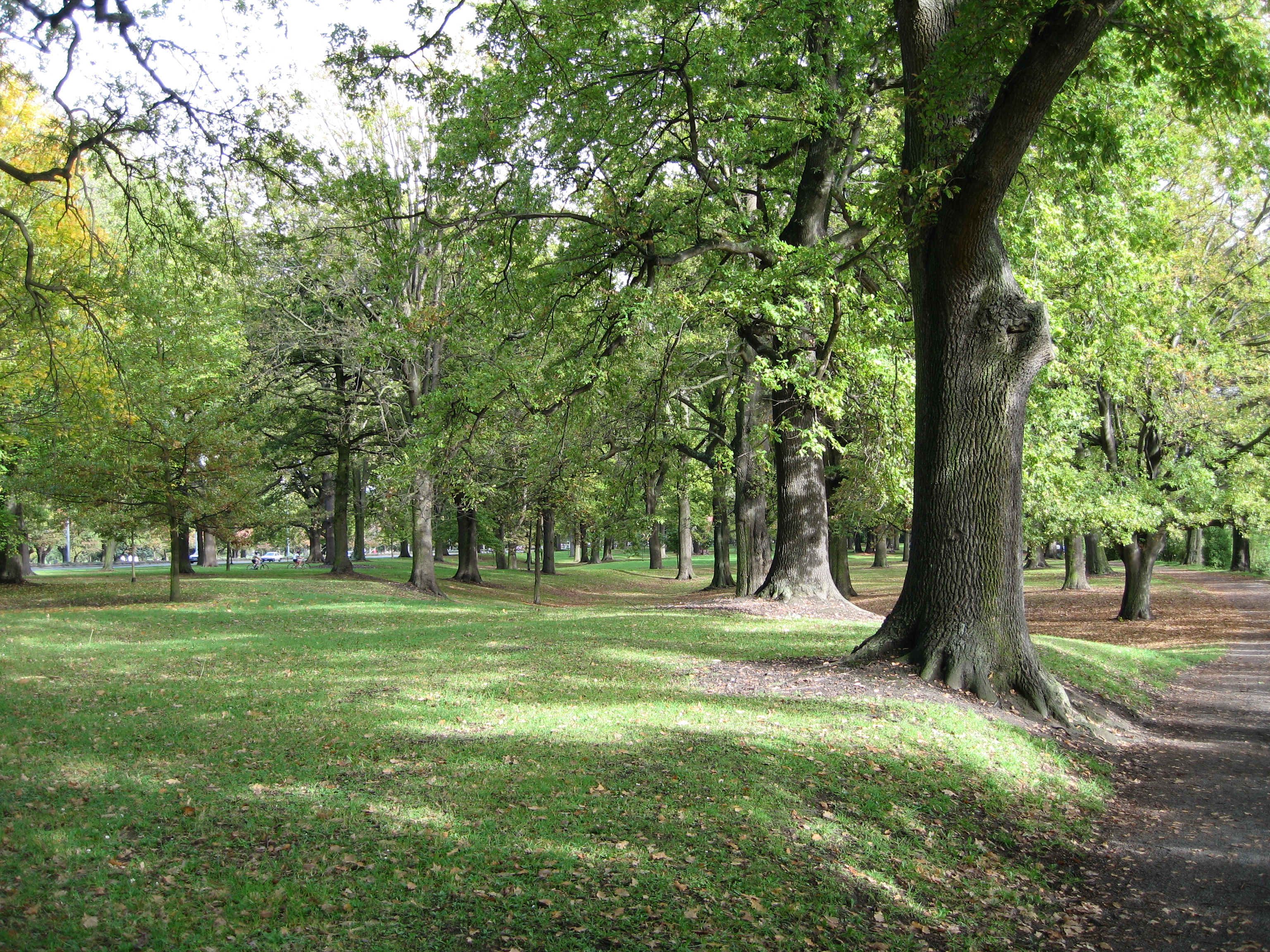
لیتل هاگلی پارک در شمال پارک
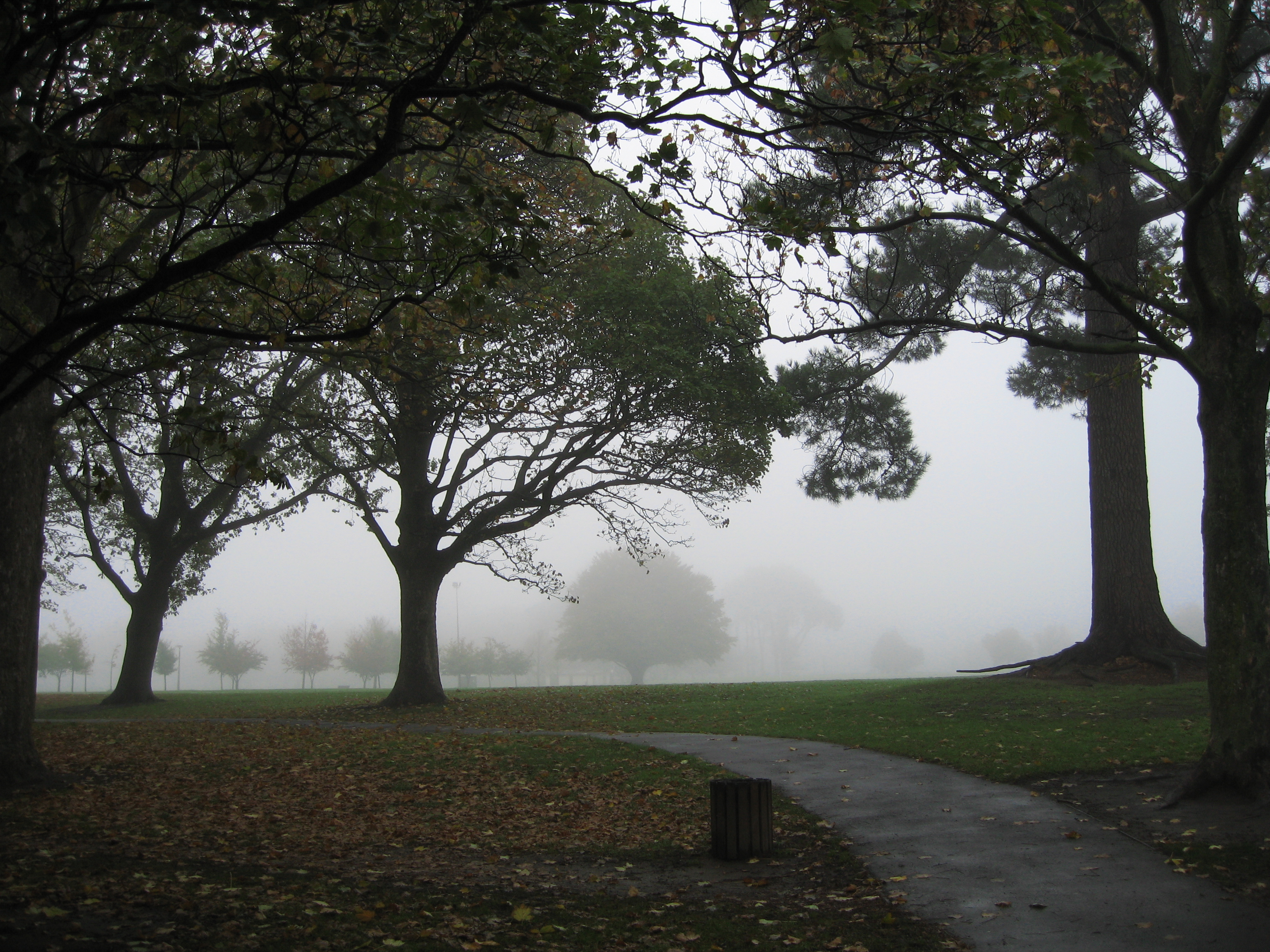
پارک هاگلی در مه
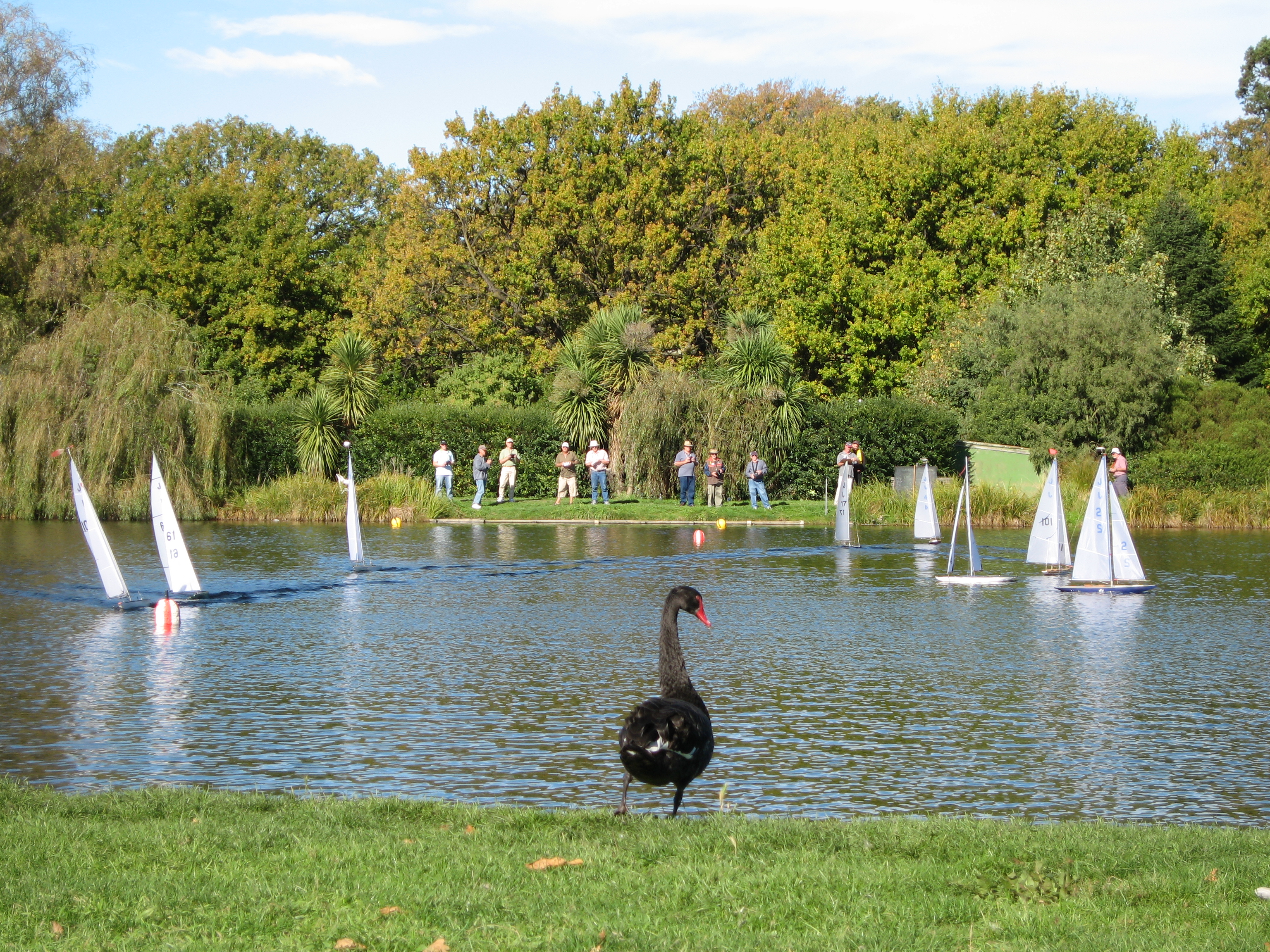
دریاچه پارک هاگلی